# The Merry Wives of Windsor
The Merry Wives of Windsor é uma peça teatral do autor inglês William Shakespeare, uma comédia publicada em 1602.
Há histórias de que a Rainha Isabel pediu que Shakespeare escrevesse sobre os romances de Falstaff, célebre personagem shakesperiano. Conta-se que o autor escreveu a peça em 15 dias, tanto era o desejo da Rainha. Baseia-se nos costumes da classe média provinciana da época, diferindo-se dos cenários costumeiros do escritor.